# オリビエ・ロクス
オリビエ・ロクス（Olivier Rochus, 1981年1月18日 - ）は、ベルギー・ナミュール出身の男子プロテニス選手。同僚のグザビエ・マリスとペアを組み、2004年全仏オープン男子ダブルス部門で優勝した。自己最高ランキングはシングルス24位、ダブルス29位。ATPツアーでシングルス2勝、ダブルスで2勝を挙げた。身長168cm、体重65kgで、男子プロテニス選手としては小柄な体格である。3歳年上の兄、クリストフ・ロクスもプロテニス選手で、ダブルスで組んで2度準優勝がある。

## 来歴
オリビエ・ロクスは6歳の時から、兄のクリストフと一緒にテニスを始めた。ジュニア時代、1998年ウィンブルドン選手権ジュニア男子ダブルス部門で、同じ年のロジャー・フェデラーとペアを組んで優勝したことがある。1999年にプロ入り。2000年から男子テニス国別対抗戦デビスカップベルギー代表選手となる。同年の2000年ウィンブルドン選手権男子シングルス2回戦で、当時19歳のロクスは先の全仏オープン準優勝者マグヌス・ノーマンを6-4, 2-6, 6-4, 6-7, 6-1で破り、ダークホースとして一躍有名になった。この年にシチリア国際でATPツアーのシングルスに初優勝を飾り、10月のジャパン・オープン・テニス選手権で初来日したが、2回戦でニコラス・ラペンティに6-7, 6-7で敗退した。この年の活躍を評価され、ロクスは男子プロテニス協会の最優秀新人賞を受賞した。
それから2年後、2002年ウィンブルドン選手権でもロクスは大会を盛り上げ、1回戦で兄クリストフとの“兄弟対決”に勝った後、2回戦で第2シードのマラト・サフィンを6-2, 6-4, 3-6, 7-6で破ったが、続く3回戦でアルノー・クレマンに敗れた。
2004年全仏オープン男子ダブルスで、オリビエ・ロクスはグザビエ・マリスとペアを組み、4大大会男子ダブルスで初優勝を飾った。その勝ち上がりの過程で、2人は3回戦でトッド・ウッドブリッジ/ヨナス・ビョルクマン組、準決勝でマヘシュ・ブパシ/マックス・ミルヌイ組などの強豪ペアを連破し、決勝では地元フランスのファブリス・サントロ/ミカエル・ロドラ組を7-5, 7-5で破った。同年のアテネ五輪にも、ロクスはベルギー代表選手として初出場したが、男子シングルスでは2回戦でカルロス・モヤに敗れ、マリスとのダブルスでは1回戦でロドラ/サントロ組に敗れている。ロクスは長い間「大物食い」の印象がありながら、世界ランキング上位になかなか定着できなかったが、2006年5月初頭にBMWオープン決勝で同じベルギーのクリストフ・フリーヘンを破り、6年ぶりのツアー2勝目を挙げた。
ロクスは2014年10月地元のモンスで開催されたチャレンジャー大会を最後に33歳で現役を引退した。

## ATPツアー決勝進出結果

### シングルス: 10回 (2勝8敗)
| 大会グレード                            |
| グランドスラム (0-0)                    |
| ATPワールドツアー・ファイナル (0-0)     |
| ATPワールドツアー・マスターズ1000 (0-0) |
| ATPワールドツアー・500シリーズ (0-0)    |
| ATPワールドツアー・250シリーズ (2-8)    |

| サーフェス別タイトル |
| ハード (0-6)         |
| クレー (2-0)         |
| 芝 (0-2)             |
| カーペット (0-0)     |

| 結果   | No. | 決勝日         | 大会           | サーフェス    | 対戦相手                 | スコア        |
| ------ | --- | -------------- | -------------- | ------------- | ------------------------ | ------------- |
| 優勝   | 1.  | 2000年9月25日  | パレルモ       | クレー        | ディエゴ・ナルジーソ     | 7–6, 6–1      |
| 準優勝 | 1.  | 2002年2月11日  | コペンハーゲン | ハード (室内) | ラルス・ブルクスミュラー | 3–6, 3–6      |
| 準優勝 | 2.  | 2003年3月3日   | コペンハーゲン | ハード (室内) | カロル・クチェラ         | 6–7, 4–6      |
| 準優勝 | 3.  | 2005年1月15日  | オークランド   | ハード        | フェルナンド・ゴンサレス | 4–6, 2–6      |
| 優勝   | 2.  | 2006年5月1日   | ミュンヘン     | クレー        | クリストフ・フリーヘン   | 6–4, 6–2      |
| 準優勝 | 4.  | 2007年9月30日  | ムンバイ       | ハード        | リシャール・ガスケ       | 3–6, 4–6      |
| 準優勝 | 5.  | 2009年10月25日 | ストックホルム | ハード (室内) | マルコス・バグダティス   | 1–6, 5–7      |
| 準優勝 | 6.  | 2010年7月11日  | ニューポート   | 芝            | マーディ・フィッシュ     | 7–5, 3–6, 4–6 |
| 準優勝 | 7.  | 2011年7月10日  | ニューポート   | 芝            | ジョン・イスナー         | 3–6, 6–7(6)   |
| 準優勝 | 8.  | 2012年1月14日  | オークランド   | ハード        | ダビド・フェレール       | 3–6, 4–6      |

### ダブルス: 7回 (2勝5敗)
| 結果   | No. | 決勝日         | 大会           | サーフェス    | パートナー                 | 対戦相手                                      | スコア           |
| ------ | --- | -------------- | -------------- | ------------- | -------------------------- | --------------------------------------------- | ---------------- |
| 優勝   | 1.  | 2004年5月24日  | 全仏オープン   | クレー        | グザビエ・マリス           | ミカエル・ロドラ ファブリス・サントロ         | 7–5, 7–5         |
| 優勝   | 2.  | 2005年1月3日   | アデレード     | ハード        | グザビエ・マリス           | シーモン・アスペリン トッド・ペリー           | 7–6, 6–4         |
| 準優勝 | 1.  | 2005年7月30日  | キッツビュール | クレー        | クリストフ・ロクス         | アンドレイ・パベル レオシュ・フリエドル       | 2–6, 7–6, 0–6    |
| 準優勝 | 2.  | 2006年1月7日   | ドーハ         | ハード        | クリストフ・ロクス         | ヨナス・ビョルクマン マックス・ミルヌイ       | 6–2, 3–6, [8–10] |
| 準優勝 | 3.  | 2006年10月15日 | ストックホルム | ハード (室内) | クリストフゲフリーヘン     | ポール・ハンリー ケビン・ウリエット           | 6–7, 4–6         |
| 準優勝 | 4.  | 2008年7月20日  | キッツビュール | クレー        | ルーカス・アーノルド・カー | ビクトル・ハネスク ジェームズ・セレターニ     | 3–6, 5–7         |
| 準優勝 | 5.  | 2010年2月7日   | ザグレブ       | ハード (室内) | アルノー・クレマン         | ユルゲン・メルツァー フィリップ・ペッシュナー | 6–3, 3–6, [8–10] |

## 4大大会シングルス成績
略語の説明
| W | F | SF | QF | #R | RR | Q# | LQ | A | Z# | PO | G | S | B | NMS | P | NH |

W=優勝, F=準優勝, SF=ベスト4, QF=ベスト8, #R=#回戦敗退, RR=ラウンドロビン敗退, Q#=予選#回戦敗退, LQ=予選敗退, A=大会不参加, Z#=デビスカップ/BJKカップ地域ゾーン, PO=デビスカップ/BJKカッププレーオフ, G=オリンピック金メダル, S=オリンピック銀メダル, B=オリンピック銅メダル, NMS=マスターズシリーズから降格, P=開催延期, NH=開催なし.
| 大会           | 2000 | 2001 | 2002 | 2003 | 2004 | 2005 | 2006 | 2007 | 2008 | 2009 | 2010 | 2011 | 2012 | 2013 | 通算成績 |
| -------------- | ---- | ---- | ---- | ---- | ---- | ---- | ---- | ---- | ---- | ---- | ---- | ---- | ---- | ---- | -------- |
| 全豪オープン   | A    | 1R   | 1R   | 2R   | 1R   | 4R   | 2R   | 2R   | 1R   | A    | 1R   | A    | 2R   | 1R   | 7–11     |
| 全仏オープン   | LQ   | 3R   | 2R   | 1R   | 1R   | 2R   | 3R   | 1R   | 1R   | LQ   | 2R   | 1R   | 1R   | A    | 7–11     |
| ウィンブルドン | 3R   | 2R   | 3R   | 4R   | 1R   | 2R   | 3R   | 1R   | 2R   | LQ   | 1R   | 2R   | 1R   | 1R   | 13–13    |
| 全米オープン   | 1R   | 1R   | 1R   | 1R   | 4R   | 3R   | 3R   | 1R   | 1R   | 2R   | 1R   | 1R   | 1R   | LQ   | 8–13     |